# Östersund (đô thị)
Đô thị Östersund (Östersunds kommun) là một trong 290 đô thị của Thụy Điển. Đô thị này nằm ở trung bộ hạt Jämtland ở miền trung Thụy Điển. Thành phố Östersund là thủ phủ.
Đô thị hiện tại đã được lập năm 1971 thông qua việc hợp nhất thành phố Östersund với 5 đô thị khác ở xung quanh.

## Các đơn vị trực thuộc
- Östersund (seat)
- Brunflo
- Fåker
- Tandsbyn